# Aleksander Domagalski (komunista)
Aleksander Domagalski pseud. Bolek, Kamień (ur. 29 listopada 1904 w Radomiu, zm. 15 grudnia 1969 tamże) – działacz komunistyczny i związkowy.

## Życiorys
Po ukończeniu 3 klas szkoły podstawowej był uczniem tokarskim, następnie tokarzem. W 1922 wstąpił do Związku Młodzieży Komunistycznej (ZMK)/KZMP, a w 1925 do KPP. Członek Komitetu Dzielnicowego i Obwodowego ZMK. W marcu 1925 został aresztowany i skazany na 5 lat więzienia. Był starostą komuny więziennej. Po zwolnieniu w grudniu 1930 kontynuował działalność komunistyczną; był m.in. okręgowcem w Radomiu, Piotrkowie, Warszawie i Kielcach. Działał również w związkach zawodowych - w latach 1931-32 był członkiem zarządu Centralnego Związku Zawodowego Robotników  Przemysłu Chemicznego w Polsce. 5 listopada 1932 został ponownie aresztowany i skazany na 8 lat więzienia, zwolniony na mocy amnestii w 1938. We wrześniu 1939 udał się do Dąbrowicy, gdzie brał udział w organizowaniu władzy sowieckiej jako zastępca komendanta miasta. W listopadzie 1939, z powodu choroby (gruźlica), udał się na leczenie do Hołoska. Później przeniósł się do miasta Satka na Uralu, gdzie był ślusarzem w fabryce metalurgicznej. W 1943 wstąpił do ZPP, w którym był zastępcę przewodniczącego, potem przewodniczącym Komitetu Rejonowego w Satce. W czerwcu 1946 wrócił do Radomia, wstąpił do PPR i został II sekretarzem Komitetu Miejskiego (KM) PPR w tym mieście. Od lutego 1949 do kwietnia 1951 I sekretarz KM PZPR w Kielcach. Później pracował w Wydziale Kadr Komitetu Wojewódzkiego PZPR w Kielcach. W 1957 przeszedł na rentę dla zasłużonych.
Był odznaczony m.in. Orderem Sztandaru Pracy II klasy i Krzyżem Oficerskim Orderu Odrodzenia Polski.